# Vịt Donald trong phim hoạt hình
Donald Duck đã xuất hiện trong nhiều phim hoạt hình Disney cổ điển trong một vài năm bắt đầu từ năm 1934. Trong bối cảnh cốt truyện cho những hoạt hình rất nổi tiếng về Mickey Mouse ngày càng trở nên khó viết hơn, Walt Disney đã cho Donald Duck "nổi nóng" vào giúp sức. Donald là một nhân vật độc đáo là khác hẳn Mickey Mouse vì chú có thể trở nên nổi giận bất thình lình, điều mà Mickey không bao giờ làm. Trong khi hình ảnh Mickey được xây dựng như là một chú chuột thiện hảo, Donald là một chú vịt tốt có khuynh hướng dễ mất bình tĩnh khi bị kích động. Những cơn nổi giận "có bản quyền" của chú đã luôn được khán giả mong đợi, và Walt đã không bao giờ thất bại trong việc truyền đạt chúng đến cho họ.

## Lịch sử
Sự nghiệp hoạt hình của Donald bắt đầu trong hoạt hình The Wise Little Hen trong loạt phim Silly Symphony. Trong đó, Donald đã "vào vai" một nhân vật phụ. Sự xuất hiện thứ hai của Donald được đánh dấu bởi phim hoạt hình trắng đen Orphan's Benefit. Cũng từ đó mà tính khí nóng nảy của Donald đã được hình thành. Những phim hoạt hình tiếp theo với sự có mặt của Donald được "dán nhãn" là hoạt hình của Mickey Mouse (có hình mặt Mickey xuất hiện như là ngôi sao chính). Nhưng vì tiếng tăm của Donald ngày càng lớn, chú đã có loạt phim hoạt hình cho riêng mình, và (tất nhiên) có hình mặt của chú xuất hiện như ngôi sao chính. Sau đây là một bản kê cho tất cả các hoạt hình ngắn của Donald:

### 1934
- The Wise Little Hen
- The Orphan's Benefit
- The Dognapper

### 1935
- The Band Concert
- Mickey's Service Station
- Mickey's Fire Brigade
- On Ice

### 1936
- Donald and Pluto

### 1937
- Don Donald
- Modern Inventions
- Donald's Ostrich

### 1938
- Self Control
- Donald's Better Self
- Donald's Nephews
- Polar Trappers
- Good Scouts
- The Fox Hunt
- Donald's Golf Game
- Mickey's Trailer

### 1939
- Donald's Lucky Day
- Hockey Champ
- Donald's Cousin Gus
- Beach Picnic
- Sea Scouts
- Donald's Penguin
- The Autograph Hound
- Officer Duck

## Thập niên 1940
- Tugboat Mickey
- The Volunteer Worker
- The Nifty Nineties
- The Orphan's Benefit
- Donald's Decision
- All Together
- The New Spirit
- Symphony Hour
- Mickey's Birthday Party
- Saludos Amigos
- Lake Titicaca
- Aquarela do Brasil
- The Spirit of '43
- The Three Caballeros
- Sleepy Time Donald
- Clown of the Jungle
- Donald's Dilemma
- Crazy with the Heat
- Bootle Beetle
- Mickey and the Beanstalk
- Wide Open Spaces
- Chip 'n' Dale
- Drip Dippy Donald
- Daddy Duck
- Donald's Dream Voice
- Blame It On the Samba
- The Trial of Donald Duck
- Inferior Decorators
- Three for Breakfast
- Tea for Two Hundred
- Sea Salts
- Winter Storage
- Honey Harvester
- All In a Nutshell
- The Greener Yard
- Slide, Donald, Slide
- Toy Tinkers

### 1940
- The Riveter
- Donald's Dog Laundry
- Billposters
- Mr. Duck Steps Out
- Put-Put Troubles
- Donald's Vacation
- Window Cleaners
- Fire Chief

### 1941
- Timber
- Golden Eggs
- A Good Time for a Dime
- Early To Bed
- Truant Officer Donald
- Old MacDonald Duck
- Donald's Camera
- Chef Donald

### 1942
- The Village Smithy
- Donald's Snow Fight
- Donald Gets Drafted
- Donald's Garden
- Donald's Gold Mine
- The Vanishing Private
- Sky Trooper
- Bellboy Donald

### 1943
- Der Fuehrer's Face
- Donald's Tire Trouble
- The Flying Jalopy
- Fall Out Fall In
- The Old Army Game
- Home Defense

### 1944
- Trombone Trouble
- Donald Duck and the Gorilla
- Contrary Condor
- Commando Duck
- The Plastics Inventor
- Donald's Off Day

### 1945
- The Clock Watcher
- The Eyes Have It
- Donald's Crime
- Duck Pimples
- No Sail
- Cured Duck
- Old Sequoia

### 1946
- Donald's Double Trouble
- Wet Paint
- Dumb Bell of the Yukon
- Lighthouse Keeping
- Frank Duck Brings 'em Back Alive

### 1947
- Straight Shooters

### 1948
- Soup's On

### 1949
- Donald's Happy Birthday

## Thập niên 1950
- Crazy Over Daisy
- Trailer Horn
- Hook, Line and Sinker
- Out on a Limb
- Dude Duck
- Corn Chips
- Test Pilot Donald
- Out of Scale
- Bee on Guard
- Let's Stick Together
- Uncle Donald's Ants
- Pluto's Christmas Tree
- The New Neighbor
- Rugged Bear
- Working for Peanuts
- Dragon Around
- Grin and Bear It
- The Flying Squirrel
- Grand Canyonscope
- No Hunting
- Bearly Asleep
- Beezy Bear
- Up a Tree
- Chips Ahoy
- Donald in Mathmagic Land
- How to Have an Accident at Work

### 1950
- Lion Around
- Bee at the Beach

### 1951
- Lucky Number

### 1952
- Donald Applecore
- Trick or Treat

### 1953
- Don's Fountain of Youth
- Canvas Back Duck

### 1954
- Spare the Rod
- Donald's Diary

### 1956
- How to Have an Accident in the Home

### 1959
- Donald in Mathmagic Land

## Thập niên 1960
- Donald and the Wheel
- The Litterbug
- Steel and America
- Donald's Fire Survival Plan
- Family Planning

## Thập niên 1980
- Mickey's Christmas Carol
- Destination: Career (1984)
- Destination: Communications (1984)
- Destination: Excellence (1984)
- Destination: Science (1984)
- Who Framed Roger Rabbit

## Thập niên 1990
- The Prince and the Pauper
- A Goofy Movie
- Noah's Ark

## Thập niên 2000
- Mickey's PhilharMagic

## Thập niên 2020
- Once Upon a Studio